# Heliactin bilophus
Heliactin bilophus е вид птица от семейство Колиброви (Trochilidae), единствен представител на род Heliactin.

## Разпространение
Видът е разпространен в Боливия, Бразилия и Суринам.